# Естер Томашковіч
Естер Томашковіч (угор. Eszter Tomaskovics, 23 серпня 1987) — угорська ватерполістка.
Чемпіонка світу з водних видів спорту 2005 року.